# Nelonemdaz
Nelonemdaz je eksperimentalni lek koji deluje kao reduktor slobodnih radikala i selektivni antagonist NMDA receptora 2b. Pretpostavlja se da ima neuroprotektivne efekte kod ljudi koji su nedavno doživeli moždani udar.